# Bicurvicoris
Bicurvicoris is een geslacht van wantsen uit de familie van de Miridae (Blindwantsen). Het geslacht werd voor het eerst wetenschappelijk beschreven door Carvalho & Schaffner in 1973.

## Soorten
Het genus bevat de volgende soort:

- Bicurvicoris nigrolineatus Carvalho & Schaffner, 1973